# Агрономічне (Донецький район)
Агрономі́чне — село Іловайської міської громади Донецького району Донецької області, Україна.

## Географія
Відстань до райцентру становить близько 29 км і проходить автошляхом Т 0507.
Територія села межує із землями с. Новодвірське Моспинська міська рада Пролетарського району Донецька.

### Клімат
| Клімат Агрономічного      | Клімат Агрономічного | Клімат Агрономічного | Клімат Агрономічного | Клімат Агрономічного | Клімат Агрономічного | Клімат Агрономічного | Клімат Агрономічного | Клімат Агрономічного | Клімат Агрономічного | Клімат Агрономічного | Клімат Агрономічного | Клімат Агрономічного | Клімат Агрономічного |
| Показник                  | Січ.                 | Лют.                 | Бер.                 | Квіт.                | Трав.                | Черв.                | Лип.                 | Серп.                | Вер.                 | Жовт.                | Лист.                | Груд.                | Рік                  |
| Середній максимум, °C     | −2,6                 | −1,8                 | 3,5                  | 14,1                 | 21,1                 | 25,0                 | 26,9                 | 26,2                 | 20,6                 | 12,5                 | 4,9                  | 0,3                  | 12                   |
| Середня температура, °C   | −5,7                 | −5                   | 0,0                  | 9,4                  | 16,0                 | 19,9                 | 21,8                 | 21,0                 | 15,6                 | 8,4                  | 2,1                  | −2,3                 | 8                    |
| Середній мінімум, °C      | −8,7                 | −8,2                 | −3,4                 | 4,7                  | 10,9                 | 14,8                 | 16,7                 | 15,8                 | 10,7                 | 4,4                  | −0,7                 | −4,9                 | 4                    |
| Норма опадів, мм          | 46                   | 37                   | 33                   | 40                   | 48                   | 62                   | 55                   | 43                   | 39                   | 30                   | 43                   | 56                   | 532                  |
| ------------------------- | -------------------- | -------------------- | -------------------- | -------------------- | -------------------- | -------------------- | -------------------- | -------------------- | -------------------- | -------------------- | -------------------- | -------------------- | -------------------- |
| Джерело: climate-data.org |                      |                      |                      |                      |                      |                      |                      |                      |                      |                      |                      |                      |                      |

## Історія
Унаслідок російської військової агресії із серпня 2014 р. Агрономічне перебуває на території ОРДЛО.

## Населення

### Мова
Розподіл населення за рідною мовою за даними перепису 2001 року:
| Мова            | Кількість | Відсоток |
| --------------- | --------- | -------- |
| російська       | 181       | 50.14%   |
| українська      | 165       | 45.71%   |
| румунська       | 2         | 0.54%    |
| білоруська      | 1         | 0.28%    |
| німецька        | 1         | 0.28%    |
| інші/не вказали | 11        | 3.05%    |
| Усього          | 361       | 100%     |

За даними перепису 2001 року населення села становило 361 особу, з них 45,71% зазначили рідною мову українську, 50,14% — російську, 0,55% — молдовську, 0,28% — білоруську та німецьку мови.